# NGC 6901
NGC 6901 este o galaxie situată în constelația Vulturul. A fost descoperită în 15 august 1863 de către Albert Marth. Se află la o distanță de 66,99 de megaparseci de Pământ.